# Roy Bonisteel
Roy Earnest Bonisteel (né le 29 mai 1930 à Ameliasburg, en Ontario, et mort le 16 août 2013 à Johnstown, Hastings County, Quinte West, Ontario) est un journaliste, écrivain et animateur de télévision américain. De 1967 à 1989, il présenta l'émission Man Alive sur la chaîne CBC Television.

## Biographie
Sa carrière dans le journalisme commence dans les journaux Belleville Intelligencer et Trentonian, respectivement à Belleville et Trenton. En 1951, il s'oriente vers la radio, d'abord pour la chaîne de musique country et folklorique CJBQ à Belleville, puis pour CKBT à Saint Catharines, de 1953 à 1964.
Roy Bonisteel se tourne alors vers l'Église unie du Canada, avec laquelle il conclut un accord pour la diffusion et la présentation d'un programme d'une quinzaine de minutes intitulé Checkpoint. Fort de cette expérience, il accède au poste de directeur des opérations de radio œcuméniques, pour le compte des Églises anglicanes, catholiques romaine et les Églises unies, basé à Vancouver, une nomination qui constitue une première en son genre.
En 1967, il fait la rencontre de Leo Rampen, producteur exécutif à CBC Television, en quête d'un animateur pour le lancement d'une nouvelle émission intitulée Man Alive, consacrée aux questions spirituelles et humaines. Le poste sera occupé par Roy pendant vingt-deux ans durant lesquels il est amené à interviewer de nombreuses personnalités, chefs religieux ou théologiens, connus à travers le monde, dont Mère Térésa, le Dalaï Lama et Hans Küng. L'émission et les nombreuses rencontres qu'elle lui a permis de faire lui inspirent deux livres, In Search of Man Alive et Man Alive, the Human Journey. En 1979, à l'occasion du 80e anniversaire de l'Église unie de Weyburn, dans la province de Saskatchewan, il résume sa pensée dans un discours : « Nous sommes moulés dans un monde matérialiste où nous mangeons, buvons et faisons la fête à outrance jusqu'à ce qu'un jour, nous nous posons enfin les questions fondamentales : Qui suis-je ? Où vais-je ? Quel est notre but dans l'existence ? »
En 1989, Roy Bonisteel met fin à sa carrière journalistique, se retire dans sa région natale de Quinte West et s'implique dans plusieurs activités locales. Il devient membre de l'Ordre du Canada en 1994 et sert comme juge de la citoyenneté pendant sept ans, puis comme directeur de journalisme et de communication à l'Université de Régina pendant deux ans, en 1999 et en 2000.
Il meurt, des suites d'un cancer, le 16 août 2013 , dans sa ville natale.

## Distinctions
Outre deux prix d'excellence en journalisme, Roy Bonisteel a également reçu six doctorats honorifiques dont un en Lettres à l'Université Laurentienne à Sudbury et un autre en théologie à l'Université Queen's à Kingston. Il fut récipendiaire de La Médaille commémorative du 125e anniversaire de la Confédération du Canada, en 1992, et nommé membre de l'ordre du Canada en 1994.
Enfin, il obtient deux ACTRA Awards pour son travail de journaliste de télévision et le Gordon Sinclair Award, récompensant le meilleur journaliste animateur de télévision.

## Ouvrages
- In Search of Man Alive, 1980, Collins Publishers  (ISBN 0-0021-6815-4)
- Man Alive: the Human Journey, 1983, Collins Publishers  (ISBN 0-0021-7102-3)
- All Things Considered, 1997, Doubleday Canada  (ISBN 0-3852-5599-3)